# VODcast
VODcast is het aanbieden van video op aanvraag door middel van RSS- of Atom-feeds.

## Toelichting
De term is een combinatie van VOD, wat staat voor video on demand, en webcast of broadcast (overigens is er ook de term vodcast, die staat voor videopodcast). Voorheen werd VODcast ook wel video-RSS-Feed, Videocast of VLOG genoemd, net als podcasting audio-RSS-feed en audioblogging werd genoemd.
Deze term is een variant op podcast, die alleen geluid en geen beeld biedt. VODcasts worden ingezet als on-demand televisiekanalen die op tal van apparaten (desktop-computer, portable en ook in de woonkamer) kunnen worden geconsumeerd.

## Werking
VODcasting werkt net als podcasting met RSS 2.0, en kan worden gebruikt met bestaande podcast programma's zoals iPodder en Doppler, die de MP4-, MOV-, AVI-, RM- en WMV-bestandsformaten kunnen koppelen aan mediaspelers. iTunes 6.0 biedt de hoogste integratie van RSS met streaming-media-afspeelmogelijkheden. 
Uit de opensource-community komt Miro, een gratis programma dat het bekijken van VODcasts gemakkelijk maakt.
VODcast-materiaal kan zowel met downloads als streaming video worden gedistribueerd. Beide methoden hebben voordelen en nadelen.
Distributie via downloads biedt de gebruiker de optie om materiaal offline te bekijken, verder te distribueren en te synchroniseren met mobiele afspeelapparatuur. 
Streaming video biedt de mogelijkheid van het direct afspelen en doorzoeken van grote mediabestanden, zonder de (soms erg grote) bestanden eerst helemaal te hoeven downloaden. Dit vereist een streaming server met bursting-techniek, zoals de QuickTime Streaming Server, XL2 Streaming Server of Darwin Streaming Server.

## Voordelen voor gebruiker en leverancier
Dankzij streaming video kunnen leveranciers exact meten wat het kijkgedrag is. Hoe vaak een titel werkelijk is bekeken, door wie en hoelang bijvoorbeeld. Met deze informatie kan men het materiaal (en eventuele advertenties) optimaliseren. Doordat titels via streaming video niet kunnen worden gedownload en verder gedistribueerd, is het veel makkelijker de publicatie en distributierechten voor de titels te regelen. Dit is ook in het voordeel van de eindgebruiker doordat anders veel minder titels zouden worden gepubliceerd.

## Opmerkelijke toepassingen
VODcasting werd binnen een week na introductie mainstream door streamingpionier Stef van der Ziel die samen met de VPRO de 3voor12-website voorzag van een popmuziek-VODcast-feed. In 2004 experimenteerde hij al met audiostreams in RSS.
Het Onderwijscentrum van de Vrije Universiteit is in het najaar van 2005 aan het experimenteren met een VODcast met onderwijskundige tips voor docenten.
Apple heeft met de introductie van de iPod met video-ondersteuning, iTunes 6 en 'Front Row' VODcasting officieel geadopteerd. Van der Ziel toonde binnen enkele dagen na introductie op een eigen feed op Vodcast.nl hoe gebruiksvriendelijk IPTV en VOD-streaming binnen RSS-feeds in Front Row werken. Wim de Bie is Nederlands bekendste blogger die Vodcasting heeft omarmd.